# Ben Schreckinger
Ben Schreckinger (27 de junio de 1990) es un periodista y escritor estadounidense. Es corresponsal político nacional de la revista Politico, autor y escritor de "largo formato". Es el autor de The Bidens: Inside the First Family's Fifty-Year Rise to Power, un libro sobre la vida del presidente estadounidense Joe Biden.
Schreckinger es de Belmont, Massachusetts. Estudió en la Universidad de Brown, donde estudió clásicos y se graduó con una Licenciatura en Artes en 2012. Como estudiante, fue editor en jefe de The Brown Daily Herald. Más tarde trabajó como negro para el blog de una consultoría, para The Boston Globe y para Boston Magazine. Politico fue el primer trabajo de tiempo completo de Schreckinger luego de su educación en la Universidad de Brown y tanto Susan Glasser —en 2019— como Matt Taibbi —en 2021— lo describieron como "joven". También ha escrito para Salon y GQ.
En marzo y junio de 2016, a Schreckinger se le negó la entrada a o se le expulsó de los eventos del entonces candidato y futuro presidente de los EE. UU. Trump que estaba cubriendo en ese momento.  En este último caso, Schreckinger había ingresado con un boleto de admisión general, no con un pase de prensa, por lo que un guardia de seguridad lo sacó. Un artículo de 2017 sobre Trump y Putin escrito por Schreckinger fue criticado por The Federalist y por Tablet y The Forward; Jonathan Greenblatt, de la Liga Antidifamación, dijo que "evoca mitos antiguos sobre los judíos ". En el verano de 2019, Schreckinger informó sobre prejuicios en el Southern Poverty Law Center.  En noviembre de 2020, Schreckinger firmó un contrato con Twelve para escribir su libro The Bidens; tras su publicación en 2021, Bret Stephens lo caracterizó en The New York Times como "reportado escrupulosamente".  Ese mismo año, Brown Political Review reportó que Schreckinger fue el primer periodista de una "organización de noticias acreditada" en confirmar algunos de los correos electrónicos en la historia de la computadora portátil de Hunter Biden.
Entre las primicias investigativas de Schreckinger se encuentra haber reportado que el hermano de Joe Biden, James Biden, estaba siendo investigado por el gobierno federal por fraude al sistema de salud estadounidense Medicare.

## Libros
• Schreckinger, Ben (2021). The Bidens: Inside the First Family's Fifty-Year Rise to Power. Little, Brown and Company. ISBN 9781538738009. 

## Premios
- Premio de reportaje sobresaliente de 2011 otorgado por The Fund for American Studies.[6]